# Відьмині мітли

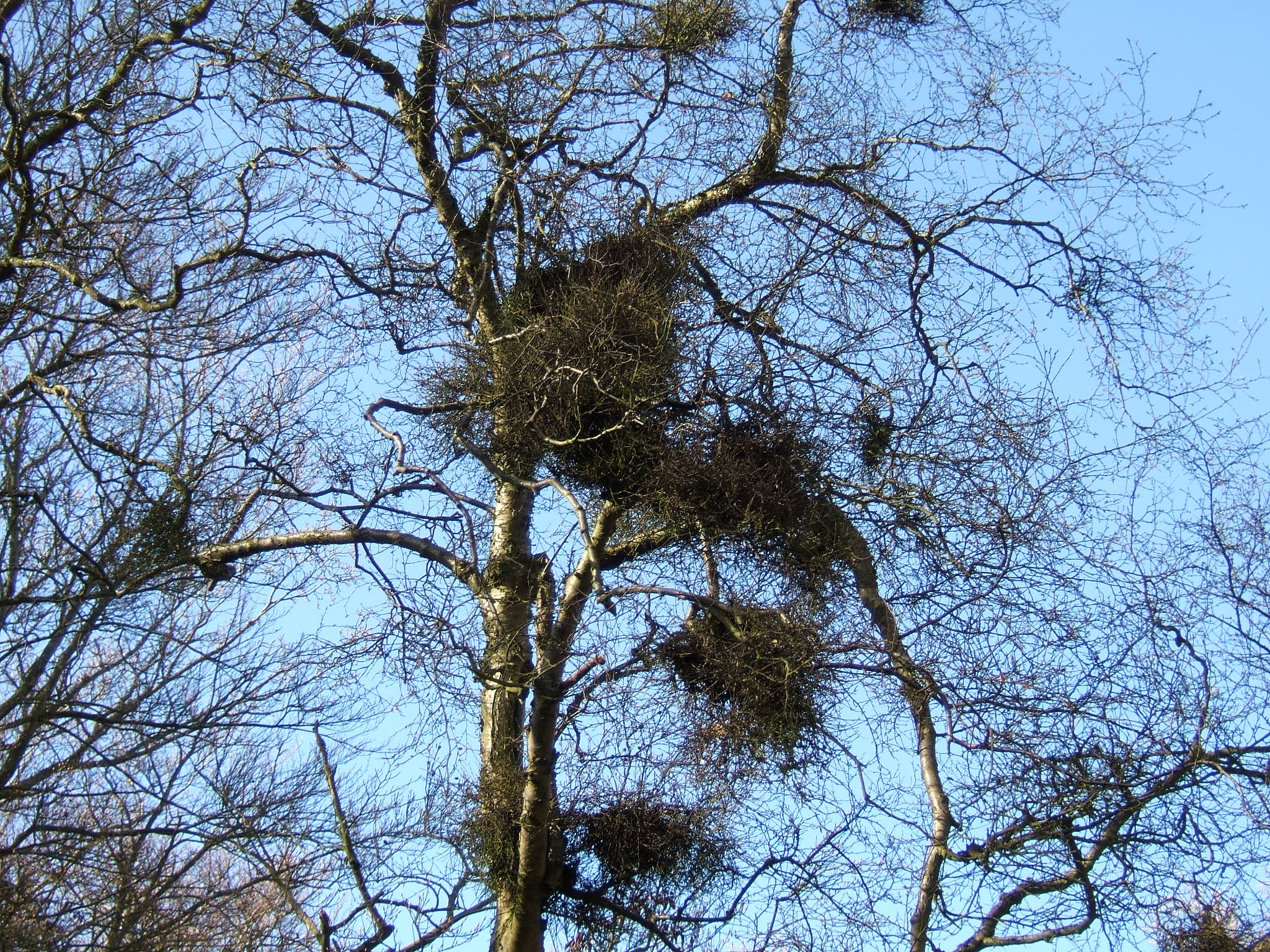
Відьмина мітла на березі, викликана дією гриба Taphrina betulina

Відьмині мітли — хвороби рослин, що характеризуються рясним галуженням, утворенням тонких укорочених гілок з недорозвиненим листям, зазвичай безплідних. Викликаються деякими голосумчастими грибами (у вишні, сливи, берези), іржастими грибами (у дерев хвойних порід), вірусами (у картоплі); причиною хвороби бувають і пошкодження рослин комахами.

## Заходи боротьби
- Обрізання хворих гілок;
- Обприскування рослин бордоською рідиною навесні;
- Знищення уражених (у випадку картоплі).